# Kızılcaören, Beylikova
Kızılcaören là một xã thuộc huyện Beylikova, tỉnh Eskişehir, Thổ Nhĩ Kỳ. Dân số thời điểm năm 2011 là 76 người.